# Shongopovi
Shongopovi es un lugar designado por el censo ubicado en el condado de Navajo en el estado estadounidense de Arizona. En el Censo de 2010 tenía una población de 831 habitantes y una densidad poblacional de 201,16 personas por km².

## Geografía
Shongopovi se encuentra ubicado en las coordenadas 35°48′35″N 110°32′6″O / 35.80972, -110.53500. Según la Oficina del Censo de los Estados Unidos, Shongopovi tiene una superficie total de 4.13 km², de la cual 4.11 km² corresponden a tierra firme y (0.5%) 0.02 km² es agua.

## Demografía
Según el censo de 2010, había 831 personas residiendo en Shongopovi. La densidad de población era de 201,16 hab./km². De los 831 habitantes, Shongopovi estaba compuesto por el 0.12% blancos, el 0% eran afroamericanos, el 99.16% eran amerindios, el 0.12% eran asiáticos, el 0% eran isleños del Pacífico, el 0.12% eran de otras razas y el 0.48% pertenecían a dos o más razas. Del total de la población el 1.44% eran hispanos o latinos de cualquier raza.